# Remdesivir
Remdesivir (Hersteller: Gilead Sciences) ist ein Arzneistoff, der wegen der virostatischen Eigenschaften seines Stoffwechselprodukts zum Einsatz gegen Ebolafieber und Marburgfieber entwickelt wurde. Es erreichte dort nicht die Reife für den therapeutischen Einsatz.
Zur Behandlung der durch SARS-CoV-2 ausgelösten Krankheit COVID-19 wurde Remdesivir zunächst im Compassionate Use angewendet, es folgten Sonderzulassungen in den USA, Japan und in der EU. Für diese Indikation wird es seit Mitte 2020 unter der Marke Veklury vertrieben.
Remdesivir ist seit Oktober 2020 die erste in den Vereinigten Staaten zugelassene reguläre Behandlung für COVID-19 bei bestimmten Patienten. Die Zulassungen in der EU und den USA basieren hauptsächlich auf den Ergebnissen der NIAID-ACTT-1-Studie, die gezeigt hatte, dass Remdesivir bei einigen Patienten die Zeit bis zur Erholung zu verkürzen vermochte. Eine Senkung der Sterblichkeit war tendenziell erkennbar, aber statistisch nicht sicher nachweisbar. Hingegen ergab eine im Juli 2021 publizierte Studie, die retrospektiv die Daten einer Kohorte von US-Veteranen ausgewertet hatte, dass eine geringere Sterblichkeit mit Remdesivir nicht festgestellt wurde – egal ob es allein oder in Kombination mit Dexamethason angewendet wurde. Die Verweildauer in Kliniken war doppelt so hoch wie ohne Remdesivir (sechs statt drei Tage im Durchschnitt).
Aus Sicht der Arzneimittelkommission der deutschen Ärzteschaft ist der Zusatznutzen von Remdesivir bei Patienten mit einer COVID-19-Pneumonie, die eine zusätzliche Sauerstoffzufuhr erfordert (Low-Flow-Sauerstofftherapie [LFO] oder High-Flow-Sauerstofftherapie [HFO]/nichtinvasive Beatmung [NIV]), nicht belegt.

## Pharmakologie

### Wirkungsspektrum
Die Substanz Remdesivir wurde von Gilead Sciences erstmals synthetisiert. In der Ebolafieber-Epidemie 2014 bis 2016 erprobte man die Substanz an Primaten in Labors der biologischen Schutzstufe IV des USAMRIID. Dabei fiel auf, dass der Wirkstoff in die der Virusreplikation als Rückzugsort dienenden Gewebe des Gehirns, Auges und Hodens vordringt. Bei Tests an mit dem Ebolavirus infizierten Affen wurde durch intravenöse Gabe des Wirkstoffs in sechs von sechs Fällen die Replikation des Virus unterdrückt. Laborchemische und klinische Symptome gingen zurück. Es kam zu keinem tödlichen Verlauf der Erkrankung. Im Jahr 2019 folgte eine weitere Studie an Primaten. Der Wirkstoff verhinderte eine Infektion durch das Nipah-Virus, während die Tiere der Kontrollgruppe daran starben. In Zellkulturen zeigte Remdesivir eine Aktivität gegen andere humanpathogene RNA-Viren. Darunter waren das Marburgvirus, Lassavirus, MERS-CoV, SARS-CoV, das Influenzavirus A, Paramyxoviridae (wie Humanes Parainfluenzavirus 3, Nipah-Virus, Hendra-Virus, Masernvirus und Mumpsvirus) und Pneumoviridae (wie Respiratory-Syncytial-Virus). Daneben wirkt es gegen das Murine Hepatitis-Virus (MHV), das Mäuse infiziert.

### Wirkmechanismus

Strukturformel der biologisch wirksamen Form GS-441524-Triphosphat

Remdesivir ist ein 1′-Cyano 4-aza-7,9-didesazaadenosin-C-Analogon des Adenosins. Es stellt ein Monophosphoramidat-Prodrug („ProTide“) dar, das vom Stoffwechsel in die aktive Triphosphatform des Moleküls GS-441524 überführt wird. Dieses Nukleosidtriphosphat konkurriert mit Adenosintriphosphat (ATP) in der durch die RNA-abhängige RNA-Polymerase (RdRp) katalysierte Synthese der viralen RNA. Es hemmt die virale RNA-Polymerase und verhindert durch Kettenabbruch bei der RNA-Replikation die weitere Vermehrung des Virus in den infizierten Zellen. Der Kettenabbruch wird durch die 1´-Cyanogruppe mittels sterischer Hinderung der RdRp an der Insertionsstelle+5 herbeigeführt; Remdesivir ist somit ein sogenannter „delayed chain terminator“. Es werden weitere Wirkmechanismen angenommen. Die Selektivität gegenüber der menschlichen RNA-Polymerase ist gering, d. h. von der humanen mitochondrialen RNA-Polymerase (h-mtRNAp) wird ATP stark bevorzugt eingebaut. Die EC50 von Remdesivir liegt bei 0,03 μM für das murine Hepatitis-Virus (MHV) in Zellkultur von DBT-Zellen (delayed brain tumor cells).

## Chemie

### Eigenschaften

Darstellung des „ProTide“-Prodrug-Konzepts für Remdesivir: das modifizierte (blau) Adenosin-Nukleotid ist an der Phosphatgruppe mit einem Arylsubstituenten (Phenylgruppe, rosa) und einem Aminosäureester [(2-Ethylbutyl)-L-alaninat, orange und grün] maskiert.

Remdesivir hat sechs chirale Zentren. Es wird als einzelnes Stereoisomer hergestellt. Bei der von Gilead angewendeten Synthese sind zwei Stereoisomere als potentielle Verunreinigungen möglich. Die Wasserlöslichkeit der Substanz ist pH-abhängig. Sie steigt mit abnehmendem pH-Wert an. In reinem Wasser ist sie praktisch unlöslich, in mit Salzsäure auf pH 2 eingestelltem Wasser ist sie sehr schwer löslich. Wegen der äußerst schlechten Wasserlöslichkeit wird Remdesivir für die medizinische Anwendung mit einem Lösungsvermittler wie etwa Sulfobutylbetadex-Natrium (SBECD-Natrium, Hexakis- und Heptakis-O-(4-sulfobutyl)cyclomaltoheptaose-Natriumsalz) versetzt.

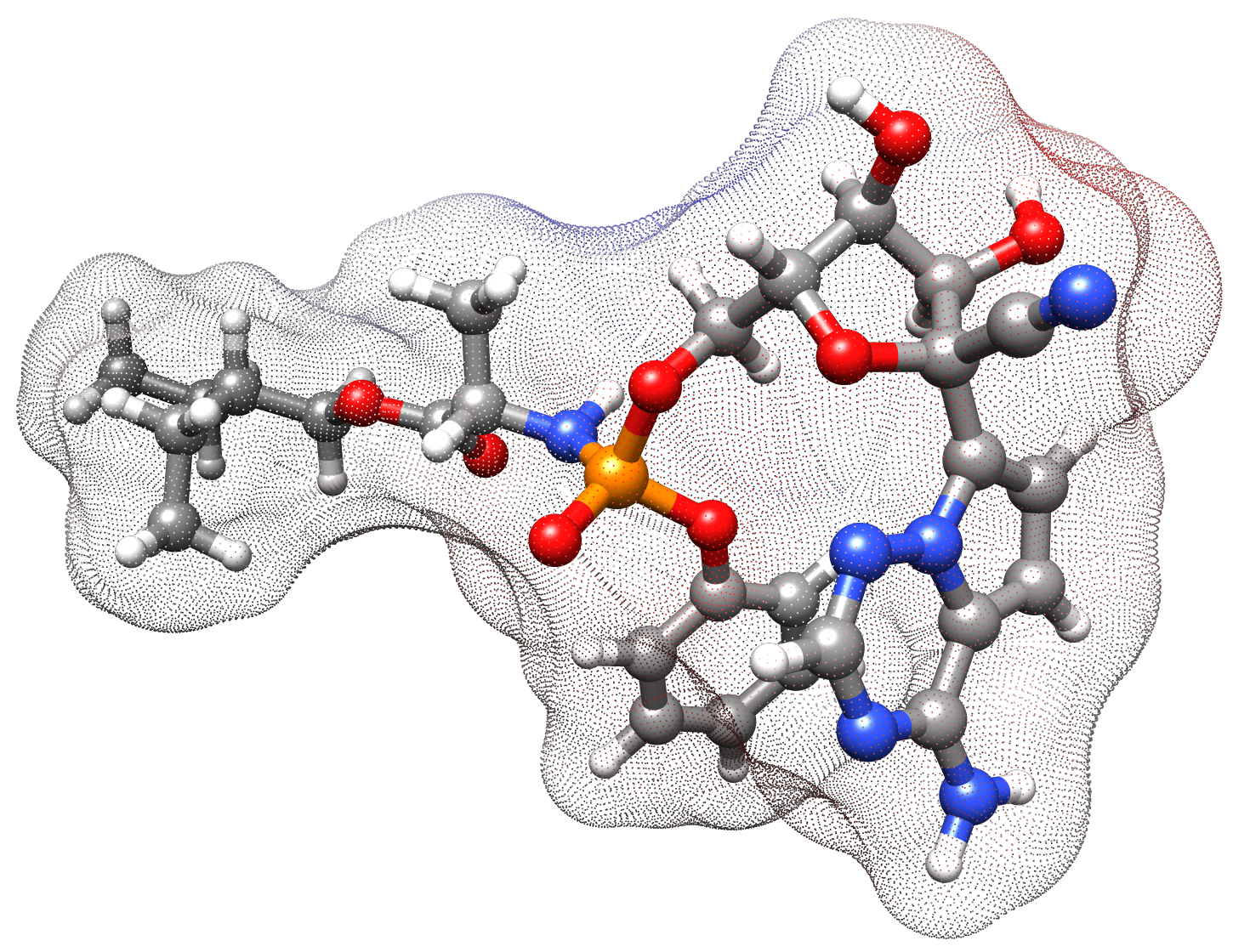
Berechnetes elektrostatisches Potential von Remdesivir

### Synthese
Die Synthese wird in der Literatur beschrieben: Remdesivir entsteht in einem mehrstufigen Prozess, dessen wesentliche Prozessschritte die Glykosylierung der 4-Amino-pyrrolo[2,1-f][1,2,4]triazin-Base, die Einführung der Cyanogruppe durch stereoselektive Addition an die 1'-Position des entstandenen Ribosids, die Entfernung von Schutzgruppen und eine Kupplungsreaktion sind. Es gibt verschiedene Prozessvarianten. Das ursprüngliche Schema war aufgrund der Variabilität der Ausbeute, der unzureichenden Selektivität, häufig kryogener Reaktionstemperaturen und der Notwendigkeit der chromatographischen Abtrennung des Remdesivirs vom mitentstehenden Diastereomer für eine Großproduktion ungeeignet. Ein abgewandeltes Syntheseschema ermöglicht die diastereoselektive Synthese von Remdesivir und eine gleichbleibende und höhere Ausbeute. Neben den von Gilead entwickelten Synthesen existieren Ansätze, die durch Organokatalyse den Ertrag sowie das Diastereomerenverhältnis im Kupplungschritt vom Nucleosid mit dem Phosphoramidat deutlich verbessern. Der Vorteil jener Katalysatoren ist, dass das Phosphoramidat, bevor es mit dem Nucleosid zur Reaktion gebracht wird, nicht mehrfach rekristallisiert werden muss und beide Diastereomere verwendet werden können.

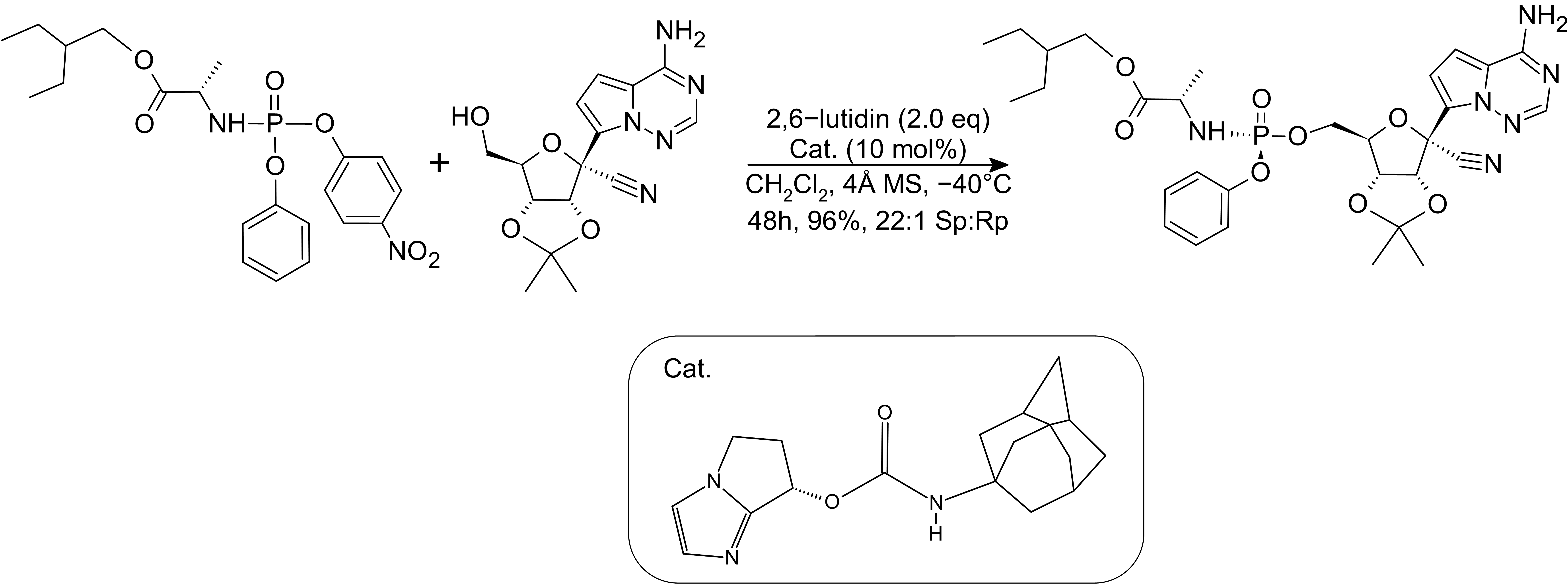
Katalytische Kupplung vom Nucleosid mit dem Phosphoramidat

### Analytik
Die qualitative und quantitative Bestimmung von Remdesivir gelingt nach entsprechender Probenvorbereitung durch Kopplung der HPLC mit der Massenspektrometrie.

## Therapeutischer Einsatz

### Ebolafieber
2016 wurde eine schottische Pflegekraft, die sich in Westafrika mit dem Ebolavirus infizierte, mit Remdesivir erfolgreich behandelt. Nach neun Monaten hatte sie einen Rückfall mit erneuter Virusreplikation in Form einer Meningoenzephalitis. Das nur in zwei nicht-codierenden Basen mutierte Virus wurde erneut erfolgreich mit der Substanz und Kortikosteroiden behandelt.
In einer randomisiert-kontrollierten Studie, die während eines Ebolaausbruchs in der Demokratischen Republik Kongo zwischen November 2018 und August 2019 stattfand, zeigte sich eine Kombination aus ZMapp und Remdesivir gegenüber der Kombination der Antikörper MAb114 und REGN-EB3 deutlich unterlegen. In der ZMapp/Remdesivir-Gruppe starb rund die Hälfte der Patienten, in der Gruppe mit den beiden Antikörpern rund ein Drittel. Daher führte man aus ethischen Gründen die Studie nur mit den beiden Antikörpern weiter.
In der Ebolafieber-Epidemie 2014 bis 2016 wurde dem Medikament in den USA und Anfang 2016 in der EU der Status eines Orphan-Arzneimittels („Arzneimittel für seltene Leiden“) zugewiesen.

### COVID-19

#### Klinische Prüfungen
Remdesivir war Teil der im März 2020 begonnenen „Solidarity“-Studie der Weltgesundheitsorganisation (WHO), in deren Rahmen auch Chloroquin/Hydroxychloroquin, Lopinavir/Ritonavir (teils in Kombination mit Beta-Interferon) getestet werden. Laut im Oktober 2020 vorgelegten Zwischenergebnissen wurden keine oder allenfalls geringfügige Heilwirkungen durch Remdesivir belegt. Von 11.266 Erwachsenen in 30 Staaten erhielten 2750 Patienten Remdesivir.
Ergebnisse einer vom US-amerikanischen National Institute of Allergy and Infectious Diseases (NIAID) koordinierten, Placebo-kontrollierten Studie wurden Ende April 2020 vorgelegt. Die Studie hatte zu diesem Zeitpunkt laut Angaben von Gilead ihren primären Endpunkt erreicht. Am 29. April 2020 veröffentlichte das NIAID eine Pressemitteilung über vorläufige Ergebnisse der ACTT-Studie. Am 8. Oktober 2020 erschienen die Endergebnisse der Studie an 1062 überwiegend schwer erkrankten Patienten. 541 erhielten Remdesivir und 521 ein Placebo. In der Remdesivir-Gruppe erholte man sich um rund 29 % schneller als in der Placebo-Gruppe. Die mediane Erholungszeit betrug 10 Tage in der Remdesivir-Gruppe gegenüber 15 in der Placebo-Gruppe. In den 15 Tagen ab Behandlungsbeginn starben 6,7 % der Patienten mit Remdesivir und 11,9 % in der Kontrollgruppe.
Remdesivir ist Teil der „Discovery“-Großstudie, die ab Ende März 2020 Remdesivir, Hydroxychloroquin und Lopinavir/Ritonavir mit der bisherigen Behandlung an mehr als 3000 Covid-19-Patienten in acht Ländern Europas vergleicht.
Remdesivir soll nicht zugleich mit Chloroquin bzw. Hydroxychloroquin angewendet werden, da In-vitro-Untersuchungen antagonistische Effekte von Chloroquin auf die intrazelluläre Stoffwechselaktivierung und antivirale Aktivitäten von Remdesivir ergaben.
In Deutschland genehmigte das Bundesinstitut für Arzneimittel und Medizinprodukte (BfArM) am 10. März 2020 zwei Phase-III-Prüfungen mit Remdesivir als Prüfpräparat an Patienten mit schwerer bzw. mittelschwerer COVID-19-Erkrankung. In Deutschland sind daran acht klinische Zentren beteiligt, darunter die München Klinik Schwabing, das Universitätsklinikum Hamburg-Eppendorf und das Universitätsklinikum Düsseldorf.
Die Cochrane Collaboration wertete im Jahre 2021 verfügbare randomisierte kontrollierte Studien (RCTs) zur Remdesivir-Wirkung in Bezug auf die Sterblichkeit und die Schwere des Krankheitsverlaufs nach Einweisung in ein Krankenhaus aus – anhand der Evidenzsynthesen des vom Bundesministerium für Bildung und Forschung geförderten COVID-19-Evidenzökosystems CEOsys. Festgestellt wurden nur geringe oder gar keine Effekte in Bezug zur Sterblichkeit (4 Studien, 7142 Personen). Von 1000 Patienten sterben nur acht weniger mit Remdesivir gegenüber einem Placebo oder der Standardbehandlung. Auch für die Länge notwendiger Beatmungen wurde kein oder nur ein kleiner Effekt belegt.

#### Compassionate Use
Abseits klinischer Studien stellte der Hersteller, Gilead Sciences, Remdesivir ab dem 25. Januar 2020 für geeignete Covid-19-Patienten auf Compassionate-Use-Basis als Notfallbehandlung bereit. Der Wirkstoff wurde dabei für einen bestimmten Patienten für eine zehntägige Behandlung freigegeben. Am 22. März 2020 gab das Unternehmen bekannt, angesichts der vielen Einzelfallanfragen auf ein breiteres Programm („expanded access“) umstellen zu wollen, um den Zugang zu Remdesivir zu erleichtern. Damit sollten medizinische Einrichtungen und behandelnde Ärzte Remdesivir für mehrere Patienten gleichzeitig beantragen können. Am 23. März gewährte die FDA in den USA den Status eines Orphan-Arzneimittels, der seltenen Krankheiten vorbehalten ist. Nach öffentlichen Gegenreaktionen bat Gilead kurz darauf die FDA, diesen Status wieder zurückzunehmen. Am 27. März gingen mehrere „expanded access“-Standorte in den Vereinigten Staaten in Betrieb, weitere sollten folgen. Neue Compassionate-Use-Anträge dürften vorübergehend nur noch für schwere Covid-19-Fälle bei Minderjährigen und Schwangeren gestellt werden. Bis Anfang April gab der Hersteller Remdesivir für über 1.700 Patienten auf Compassionate-Use-Basis ab. Das deutsche BfArM genehmigte ein entsprechendes Härtefallprogramm für Remdesivir mit Wirkung ab 3. April 2020 für ein Jahr.
Am 3. April gab die Europäische Arzneimittel-Agentur Empfehlungen für Kriterien und Randbedingungen von Compassionate-Use-Programme in den Mitgliedsstaaten heraus. Sie empfiehlt darin die Anwendung bei beatmungspflichtigen Patienten mit noch ausreichender Nierenfunktion und weiteren Kriterien. Am 11. Mai erweiterte die EMA die Genehmigung auf hospitalisierte Patienten, die u. a. lediglich zusätzlichen Sauerstoff, eine nichtinvasive Beatmung oder ECMO erhalten.
Das Fachjournal New England Journal of Medicine veröffentlichte am 10. April 2020 erste Erfahrungen zum Compassionate use. Von 61 behandelten Patienten zeigten im Beobachtungszeitraum 36 Patienten verbesserte Sauerstoffwerte, 25 wurden entlassen und sieben starben. Acht Patienten fielen aus anderen Gründen aus der Studie. Von 30 Patienten mit mechanischer Beatmung befanden sich noch 13 zum Ende der Studie weiter an der Beatmung. Die Aussagekraft ist wegen der kleinen Patientenzahl, des Fehlens einer Kontrollgruppe und der Hersteller-Beteiligung umstritten.
Bei US-Präsident Donald Trump wurde Anfang Oktober 2020 eine Remdesivir-Behandlung begonnen, obwohl keine Sauerstoffgabe erforderlich gewesen sei.

#### Zulassungen
Die US-amerikanische FDA ließ Remdesivir am 1. Mai 2020 für den Notfallgebrauch zu. Die Notfallgebrauchszulassung (EUA) umfasste Kinder und Erwachsene, die an COVID-19 leiden, im Krankenhaus behandelt werden und eine schwere Verlaufsform aufweisen; dies war definiert als dass die Sauerstoffsättigung unter Raumluft weniger als 95 % beträgt oder eine Sauerstoffgabe erforderlich ist oder eine künstliche Beatmung oder eine extrakorporale Membranoxygenierung (ECMO) notwendig ist. Die unter die EUA fallende Verteilung in den Vereinigten Staaten erfolgt unter Kontrolle der US-Regierung. Am 28. August 2020 wurde die Indikation für die erteilte EUA erweitert auf alle hospitalisierten Patienten mit Covid-19,
am 22. Oktober 2020 erfolgte die reguläre Zulassung für mindestens 12 Jahre alte Patienten ab 40 Kilogramm.
Um auch pädiatrische Patienten weiterhin behandeln zu können, hat die FDA die bisherige Notfallgebrauchszulassung überarbeitet. Sie gilt nun für Patienten unter 12 Jahren mit 3,5 bis unter 40 Kilogramm.
Am 7. Mai 2020 erteilte das japanische Ministerium für Gesundheit, Arbeit und Soziales eine Schnellzulassung für das Veklury genannte Arzneimittel. Das südkoreanische Ministerium für Ernährung und Arzneimittelsicherheit ließ Remdesivir im Juni 2020 zu.
Am 3. Juli 2020 beschied die Europäische Kommission für die Mitgliedstaaten die bedingte Zulassung von Remdesivir zur Behandlung von COVID-19 bei Erwachsenen und Jugendlichen ab 12 Jahren mit Lungenentzündung, die zusätzlichen Sauerstoff benötigen, die die Europäische Arzneimittelagentur im Juni empfohlen hatte. Im Juni 2021 wurde die Zulassung verlängert, im August 2022 ging sie in eine Zulassung ohne Bedingungen über, nachdem alle Auflagen erfüllt worden waren.
Laut Herstellerangaben war Remdesivir Mitte Oktober 2020 in etwa 50 Staaten vorläufig zur Behandlung von COVID-19 zugelassen.
Ende Oktober teilte der mexikanische Unterstaatssekretär Hugo López-Gatell mit, dass man der Entscheidung der FDA nicht folge. Die mexikanische Zulassungsbehörde Cofepris habe zwei Genehmigungsanträge für Remdesivir mangels Wirkung abgelehnt.
Da Gilead Briefe an mexikanische Mediziner sandte, in denen Gilead den Ergebnissen der Solidarity-Studie widersprach, prüfe man, ob die Schreiben zu einem nicht zugelassenen Medikament Anlass für Sanktionen seien. Nach den früheren ablehnenden Bescheiden, mit denen die Behörde auch weitere Daten von Gilead gefordert hatte, erteilte Cofepris am 12. März 2021 eine Notfallzulassung für Remdesivir zur Behandlung von COVID-19.
Remdesivir gibt es als Konzentrat und als Lyophilisat zur Herstellung einer Lösung für die intravenöse Gabe.

#### Verwendung im Zusammenhang mit Impfstoffbelastungsstudien
In Großbritannien sind ab Anfang 2021 Impfstoffstudien geplant, bei denen man Freiwillige mit SARS-CoV-2-Viren infiziert.
Die Probanden sollen direkt nach der Infektion mit Remdesivir behandelt werden.

#### Nebenwirkungen
Als häufigste Nebenwirkungen bei gesunden Probanden traten erhöhte Werte für Leberenzyme (ALT, AST) auf, die bei 14 % beobachtet wurden. Die häufigste Nebenwirkung bei COVID-19-Patienten ist Übelkeit. Ferner können häufig Hautausschläge und Kopfschmerzen auftreten.
Die EMA gab Anfang Oktober 2020 bekannt, Hinweisen über akute Nierenschäden bei mit Remdesivir behandelten Patienten nachzugehen.

#### Produktion und Verfügbarkeit
Im April 2020 waren laut Hersteller 1,5 Millionen Dosen Remdesivir verfügbar oder kurz vor Fertigstellung. Soweit erforderlich könnten 2021 mehrere Millionen Patienten behandelt werden. Da laut Herstellerangaben von Ende April eine fünftägige Behandlung ausreichend sei, könnten mehr Patienten behandelt werden.
Die Produktion von Remdesivir nahm laut Herstellerangaben anfangs neun bis zwölf Monate in Anspruch. Später wurde sie auf etwa sechs Monate verkürzt. Weitere Optimierungen seien in Arbeit. Geprüft würden veränderte Rezepturen, Verabreichungsformen und Kombinationstherapien.
Gilead Sciences investierte im Jahre 2020 mehr als eine Milliarde US-Dollar in die Remdesivir-Produktion. Laut Unternehmensaussage von Anfang August 2020 umfasste das Produktionsnetzwerk mehr als 40 Unternehmen in Nordamerika, Europa und Asien. Gegenüber Januar 2020 wurde die Produktion verfünfzigfacht. Bis Ende 2020 sollten Dosen für mehr als zwei Millionen Behandlungen produziert werden. Der britische Pharmakologe Andrew Hill schätzte im April 2020 die minimalen Produktionskosten einer Tagesdosis auf 0,93 US-Dollar bzw. 93 Cent.
Das Unternehmen gab im Mai 2020 seinen Vorrat an Remdesivir unentgeltlich ab, wobei etwa 40 Prozent (Dosen zur Behandlung von 78.000 Patienten) an die Vereinigten Staaten ging. Das Unternehmen erwog nach eigenen Angaben, kostenlose Lizenzen zur Produktion von Remdesivir für den Zeitraum bis mindestens 2022 zu erteilen, einschließlich des notwendigen Technologietransfers. Über diesen Zeitraum hinaus sollen indische und pakistanische Generikahersteller Remdesivir zum Einsatz in Entwicklungsländern produzieren. Bis August 2020 hatte das Unternehmen neun Generikaherstellern die Produktion von Remdesivir erlaubt, um 127 Entwicklungs- und Schwellenländer zu versorgen. Die EU-Kommission schloss im Juli 2020 einen Rahmenvertrag zur Bereitstellung von Remdesivir zur Behandlung von 30.000 Patienten. Im Oktober folgte eine Reservierung über 500.000 Dosen, auf deren Grundlage Mitgliedsstaaten bestellen könnten. Die EU-Kommission plante den Abschluss weiterer Verträge über gemeinsame Bezugsrechte mit Gilead.

#### Therapiekosten
Am 30. Juni 2020 nannte Gilead Sciences einen Verkaufspreis von 390 US-Dollar pro Ampulle für eine fünftägige Behandlung schwer an COVID-19 Erkrankter in den USA – mit 2340 Dollar (umgerechnet etwa 2000 Euro). Dieser Nettopreis sei auch für Deutschland geplant gewesen. Für privat Versicherte liegt der Preis in den USA bei 3120 US-Dollar. Für bedürftigere Länder war eine preisgünstigere Variante geplant. Lizenzen erhielten neun Generika-Hersteller in Indien, Pakistan und Ägypten, die den Verkaufspreis selbst festlegen können. Die Lizenzen sind kostenlos, bis die WHO das Ende der Pandemie erklärt oder alternativ ein anderes Arzneimittel zur Behandlung von oder Vorbeugung gegen COVID-19 eine Zulassung erhält.

#### Kombination mit Baricitinib
Im NEJM beschrieb ein Artikel eine Kombinationstherapie von Baricitinib plus Remdesivir für Erwachsene im Krankenhaus mit Covid-19. Die Kombination war Remdesivir allein überlegen, da es die Erholungszeit verkürzte und die Verbesserung des klinischen Status bei Patienten beschleunigte, besonders bei Patienten, die Sauerstoff mit hohem Durchfluss oder eine nichtinvasive Beatmung erhielten. Die Kombination war mit weniger schwerwiegenden unerwünschten Wirkungen verbunden.